# NGC 2169
NGC 2169は、オリオン座にある散開星団。その形状から「37星団 (The 37 Cluster)」の別名でも知られる。 
NGC 2169は、太陽系から約3,600光年の距離にある。視等級は5.9等と肉眼での観測が困難な明るさだが、小望遠鏡で観測するとアラビア数字の「37」に非常に似通った形状をしていることがわかる。このことから「37星団 (The 37 Cluster)」という通称がある。星団は、I3pn散開星団のCollinder 38と、III3m散開星団のCollinder 83で構成されている。

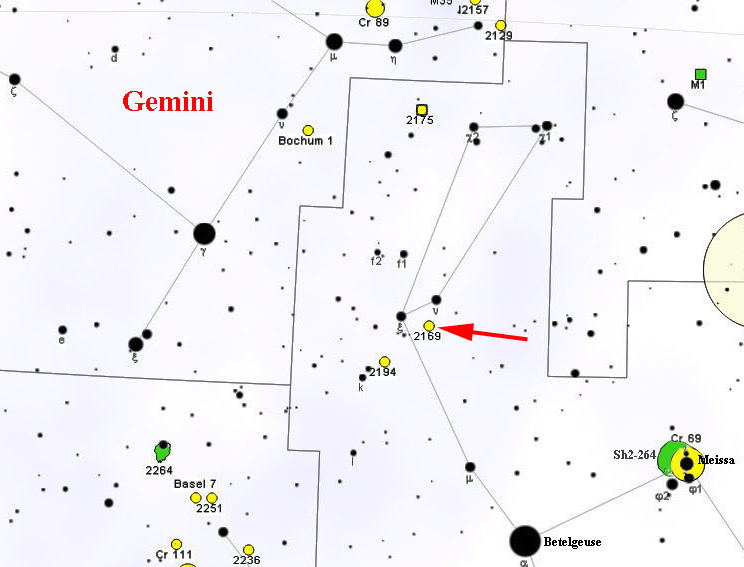
NGC 2169の位置

1784年10月15日にウィリアム・ハーシェルによって発見された。ハーシェルの発見よりも1世紀以上早い、1654年以前にジョヴァンニ・バッティスタ・オディエルナによって発見されていたであろうと考えられているが、彼の記述はこの天体の発見を確信以て断言できるほど十分ではなかった。